# Powódź w Chinach (1931)
Powódź w Chinach w 1931 roku – seria powodzi, które wystąpiły w środkowych Chinach w 1931 roku. Jak się ocenia, w ich wyniku śmierć poniosło co najmniej 400 tys. osób. Całkowita liczba zabitych mogła wynieść nawet 4 mln. Jest to prawdopodobnie największa klęska żywiołowa w historii ludzkości, a na pewno w XX wieku.
Katastrofalną powódź poprzedziła susza, która trwała w Chinach w latach 1928-1930. Podczas zimy w 1931 roku nastąpiły gwałtowne burze śnieżne, które podczas wiosennych roztopów przyczyniły się do wysokiego stanu wód w rzekach. Ponadto w okresie letnim Chiny były nękane przez ulewne deszcze.

## Powódź
Powodzie spowodowały wylewy trzech rzek: Jangcy, Huang He oraz Huai He.
W wyniku wylewu Huang He zalany został obszar o powierzchni 20 tys. km², a 80 mln ludzi straciło dach nad głową. W okresie od lipca do listopada zginęło 1-2 mln ludzi.
Wylew Jangcy, w okresie od lipca do sierpnia, zabił 145 tys. osób, a 28,5 mln pozbawił dorobku całego życia.
Przyczyną największych strat był wylew przepływającego przez Nizinę Chińską dopływu Jangcy, Huai He. Spowodował on miliony ofiar, a także epidemię cholery i tyfusu. Powódź doprowadziła również do klęski głodu – odnotowano przypadki kanibalizmu. Najwyższy poziom wody na rzece zanotowano 19 sierpnia 1931 roku, gdy przekroczył on 16 metrów ponad normalny stan. Wieczorem 25 sierpnia wezbrane wody Wielkiego Kanału przerwały wały w pobliżu jeziora Gaoyou, wskutek czego śmierć poniosło 200 tys. ludzi.